# Otomys irroratus
Otomys irroratus — вид гризунів родини мишевих (Muridae). Це типовий вид роду. Він є рідним для луків і боліт півдня Африки (Лесото, ПАР, Свазіленд), де є звичайним видом.

## Опис
Це великий вид з густою і постійно змінюваною кудлатою шерстю. Голова велика, вуха маленькі, хвіст короткий. Спинні частини зазвичай сірі, коричневі або чорні. Черевні частини мають більш блідий або темно-сірий відтінок. Усі його пальці мають пазурі, а задні кігті довші за передні. Довжина голови й тулуба становить ≈ 160 мм, а хвоста — ≈ 100 мм. І самці, і самки мають однакову середню масу 143,7 г.

## Екологія
Вид переважно активний у сутінках і на світанку. Більшість особин ведуть денний спосіб життя, хоча деякі — демонструють нічну активність. Він ділиться та створює стежки з іншими співіснуючими видами.